# Andrzej Pawlak (żołnierz)
Andrzej Jan Pawlak (ur. 15 października 1895 w Dobrzelinie, zm. 18 sierpnia 1967 w Cieszynie) – żołnierz armii rosyjskiej i starszy wachmistrz Wojska Polskiego. Uczestnik I wojny światowej, wojny polsko-bolszewickiej i kampanii wrześniowej. Kawaler Orderu Virtuti Militari.

## Życiorys
Urodził się w rodzinie Walentego i Marianny z Woźniaków. Absolwent szkoły powszechnej. Od 1915 zmobilizowany do armii rosyjskiej. Od 1917 w szeregach I Korpusu Polskiego w Rosji przydzielony do 1 szwadronu 3 pułku ułanów. Po rozwiązaniu I Korpusu brał udział w rozbrajaniu Niemców w Warszawie. Następnie od listopada 1918 w odrodzonym Wojsku Polskim ponownie w szeregach 3 pułku ułanów.     
Szczególnie odznaczył się w walce pod Noricą, gdzie „wraz z kilkom ułanami zdobył karabin maszynowy, wybijając obsługę”. W 1921 za tę postawę został odznaczony Krzyżem Srebrnym Orderu Wojskowego Virtuti Militari.
Po zakończeniu wojny pozostał w macierzystym pułku jako żołnierz zawodowy. Od 1932 w stopniu starszego wachmistrza. Przeniesiony do 23 Dywizji Piechoty w 1938, na stanowisko instruktora PW.
Walczył w kampanii wrześniowej, a po jej zakończeniu został aresztowany i wywieziony na roboty przymusowe do Niemiec. Po zakończeniu wojny wrócił do Polski. Zmarł w Cieszynie, został pochowany na cmentarzu w Szopienicach.

## Życie prywatne
Żonaty z Heleną Mazajtys. Mieli dzieci: Halinę (ur. 1924), Janinę (ur. 1933) i Antoniego (ur. 1935)

## Ordery i odznaczenia
- Krzyż Srebrny Orderu Wojskowego Virtuti Militari nr 5040[1][3] – 1921[2]
- Krzyż Walecznych[1]
- Medal Niepodległości – 25 stycznia 1933 „za pracę w dziele odzyskania niepodległości”[4]
- Brązowy Krzyż Zasługi[1]